# Sparnberg
Sparnberg ist ein Ortsteil der Stadt Hirschberg in Thüringen. Er hat eine Fläche von etwa 333 Hektar und liegt 440 m über NN. Sparnberg zählte 2012 ungefähr 150 Einwohner. Die Geschichte des Ortes ist geprägt von der Lage in der DDR an der ehemaligen innerdeutschen Grenze zur Bundesrepublik.

## Geografie und Geologie
Sparnberg liegt in einem Saaleknie direkt rechts des Flusses. Dieses Knie ist durch einen kleinen Höhenzug des auslaufenden Südostthüringer Schiefergebirges gebildet worden. Östlich führt die Bundesautobahn 9 vorüber und überquert mit der Saalebrücke in unmittelbarer Nachbarschaft das Saaletal und den Fluss. Die Flur des Ortes ist westlich und nördlich von Wald auf den Anhöhen flankiert. Südlich liegt das jetzt wieder nur noch zu Fuß erreichbare Rudolphstein. Westlich sind das Saaledorf Pottiga und nördlich Göritz mit Lehesten Nachbarn. Die Stadt Hirschberg liegt östlich rechts der Bundesautobahn. Verkehrsmäßig ist der Ort nur über schmale Zufahrtsstraßen zu erreichen.
Mit der Linie 721 des Verkehrsunternehmens KomBus hat Sparnberg wochentags Anschluss an die Kernstadt Hirschberg (Saale) sowie an die Stadt Schleiz.

## Geschichte

### Ursprung (1202)

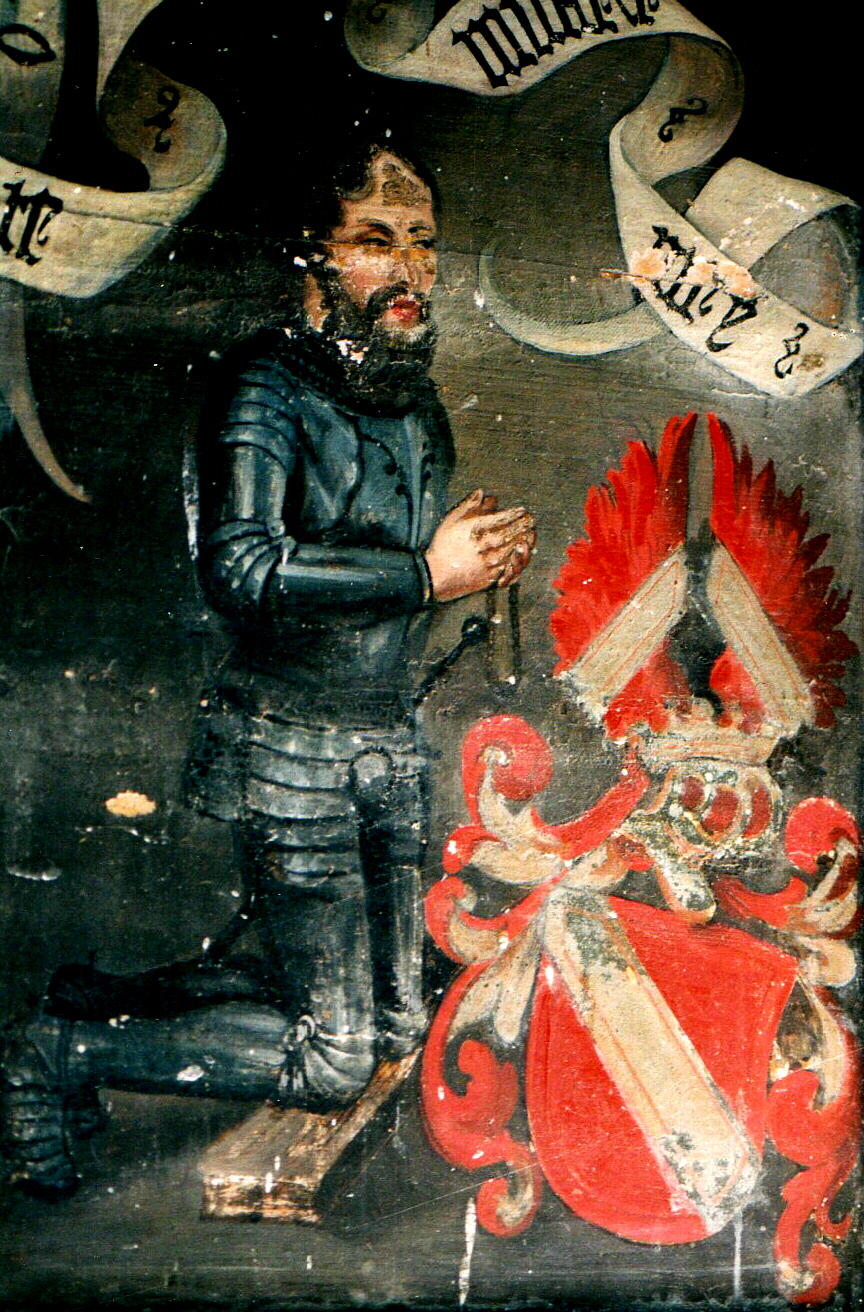
Ein Ritter aus dem Adelsgeschlecht Sack als Altarstifter in der Kirche Sparnberg

Sparnberg wurde 1202 erstmals urkundlich erwähnt. Die Familie derer von Sparnberg kam als Gefolgschaft der Diepoldinger vom Haidstein nahe Cham ins Fichtelgebirge. Zunächst war es üblich, sich nach dem Ort zu nennen, wo man lebte, später blieb man bei einem festen Namen. So erschienen während der Siedlungspolitik im heutigen oberfränkischen und thüringischen Raum zunächst die von Haidstein, 1170 mit Getto von Waldstein die von Waldstein, die von Sparrenberg, und 1223 die von Sparneck (Sparrenhecke). In der Urkunde vom 10. November 1223 traten Rüdiger von Sparneck (Rudegerus de Sparrenhecke), sein Bruder Arnold von Sparnberg und Rüdigers Söhne als Zeugen bei einem Gerichtstag in Eger auf.

### Die Feste Sparnberg
Die Burg Sparnberg, beziehungsweise die alte Feste Sparnberg, von der nur noch Mauerreste erhalten sind, gehörte vermutlich zum Limes Sorabicus. Karl der Große schuf diese Grenzzone zwischen dem Fränkischen Reich und den östlich davon siedelnden Sorben um die Mitte des 9. Jahrhunderts. Am Ende des 9. Jahrhunderts verlor der Limes Sorabicus wieder an Bedeutung, weil sich das Fränkische Reich weiter nach Osten ausgedehnt hatte. Eine andere Möglichkeit ihrer Entstehung ist auf Auseinandersetzungen zwischen dem Stauferkaiser Friedrich I. Barbarossa und dem Welfenherzog Heinrich der Löwe um 1180 zurückführen. Die Burgen von Sparnberg, Blankenberg und Hirschberg sollen auf kaiserlichen Befehl errichtet worden sein und als eine Schutzlinie für den Reichsbesitz östlich davon gedient haben. Mit der ersten Feudalgewalt über die Burgen der oberen Saale soll ein Vogt von Weida schon 1168 als damaliger Hofmarschall des Kaisers Friedrich I. belehnt worden sein.
Nach einer jüngeren Theorie war das Territorium als ursprünglich unmittelbares Reichslehen im Besitz der Herren von Reitzenstein, die die Burg im 12. Jahrhundert erbauen ließen und sich nach ihrer neuen Niederlassung nannten. Möglicherweise waren die Erbauer aber auch die Herren von Waldstein, das Stammgeschlecht derer von Sparnberg. Für beide Theorien fehlen die urkundlichen Belege. Die Entstehung der Sparnberger Burg liegt also weiter im Dunkel der Geschichte.
1302 erwarb Ritter Ulrich Sack von Planschwitz, ein Stammesverwandter der Reitzensteiner, die Burg Sparnberg von Heinrich Vogt von Gera. Petzold Sack, ein Sohn oder jüngerer Bruder Ulrichs, hat 1317 den Besitz der kompletten Herrschaft Sparnberg geerbt. In einer in Prag ausgestellten Urkunde vom 13. April 1327 unterwirft sich Petzold, der sich nun Sack von Sparnberg nennt, dem böhmischen König Johann von Luxemburg und Böhmen mitsamt der Burg Sparnberg (castrum Sparenbergk), der Bevölkerung Sparnbergs (Gens Sparenbergiorvm) und den beiden Dörfern Ullersreuth und Blintendorf (dua villas Vlrichsreut & Plintendorff). Zugleich nahm er diese als Lehen wieder vom König zurück. Dies spricht dafür, dass es sich bei dem genannten Besitz, einschließlich der Burg Sparnberg, ursprünglich um ein reichsunmittelbares Lehen gehandelt haben muss, was die vorgenannte Theorie stützen würde. Die vogtländisch-oberfränkische Familie Sack, aus der die Familie von Reitzenstein als eine sich nach ihrem Sitz nennende Linie hervorging, wird zum ehemals reichsunmittelbaren Adel gezählt und hatte auch die Burg Epprechtstein als Reichslehen inne.

### Die Stadt
Sparnberg besaß über mehrere Jahrhunderte hinweg Stadtrechte. Wie und wann Sparnberg in deren Besitz kam und diese später wieder verlor, ist nicht dokumentiert (siehe Liste ehemaliger Städte in Deutschland). Noch heute gibt es eine alte Petschaft mit der Umschrift „Sigillum Sparnberg oppidi“ (Siegel der Stadt Sparnberg).
Nach einer alten Legende sollen die Sparnberger einst den böhmischen König Wenzel II., der von 1278 bis 1305 die Königswürde innehatte, auf seiner Flucht beköstigt haben, ehe er weiter nach Hirschberg ritt und dort versteckt wurde. Aus Dankbarkeit verlieh er beiden Orten die Stadtrechte und die damit verbundenen Privilegien im Jahr 1302. Diese Überlieferung ist jedoch urkundlich nicht belegt. In anderen Quellen wurde Sparnberg im Jahr 1379 von König Wenzel IV. von Böhmen zum Marktflecken erhoben.
Dagegen findet man in einer Aufzählung böhmischer Besitzungen vom Jahre 1372 eine erste Bezeichnung von Sparnberg als Stadt: „Die Schlosse und State Sparenberg, Karlswalde, Reitzenstein, Blankenberg, ihre Mannschaft und Zugehörungen“. Das deutet auf die tatsächliche Verleihung der ersten Stadtrechte durch die böhmische Krone hin. Andere Auffassungen sehen die Grundlagen für die Privilegien von Sparnberg im Nürnberger Stadtrecht, obwohl dafür ebenfalls keine urkundlichen Nachweise angeführt werden können.
In einer späteren Beschwerde der Gemeinde Sparnberg verwies diese gegenüber dem Kurfürsten von Sachsen darauf, dass die „wol von uralters her mit gewissen Stadtprivilegien begnadigt“ war. Ein Verzeichnis der Dorfschenken im Amt Plauen aus dem Jahre 1609 sprach noch von „Sparnbergk, dießer Margk“, wie die Sparnberger ihren Ort überhaupt als einen Marktflecken bezeichneten. In einem Streit der Gemeinde mit der örtlichen Feudalherrschaft wurde 1659 ausdrücklich betont, dass sie von ihren Markt- und Stadtprivilegien nicht abgehen würde. Die älteste bekannte Darstellung Sparnbergs aus der Zeit um 1720 enthält noch ein Stadtwappen.
In einem Buch aus dem Jahr 1844 wird Sparnberg nochmals als Marktflecken genannt, in dem 450 Einwohner in 60 Häusern lebten. Es gab städtisches Gewerbe und etwas Landwirtschaft sowie verschiedene Innungen. Haupterwerbszweig war die Weberei. Außerdem gab es ein kleines Brauhaus, in dem die brauberechtigten Einwohner der Reihe nach brauten und danach ausschenkten. Gottesdienst hielt der Pfarrer von Berg alle Sonntage einmal sowie an allen Festen zweimal. In der Schule gab es zwei Klassen und einen angestellten Kantor. Seit 1815 gab es jährlich vier Kram- und Viehmärkte. Die Ortsobrigkeit bestand aus dem Bürgermeister und mehreren Ratsherren. Für die Armen wurde eine Armenkasse unterhalten.
In der Zeit von 1815 bis 1945 gehörte Sparnberg als Exklave zum Landkreis Ziegenrück der Provinz Sachsen und war damit preußisch.
Das am nordöstlichen Ortsrand von Sparnberg gelegene Gut bildete bis zur Auflösung am 30. September 1928 einen Gutsbezirk.

### Sparnberg an der deutsch-deutschen Grenze (1945–1989)

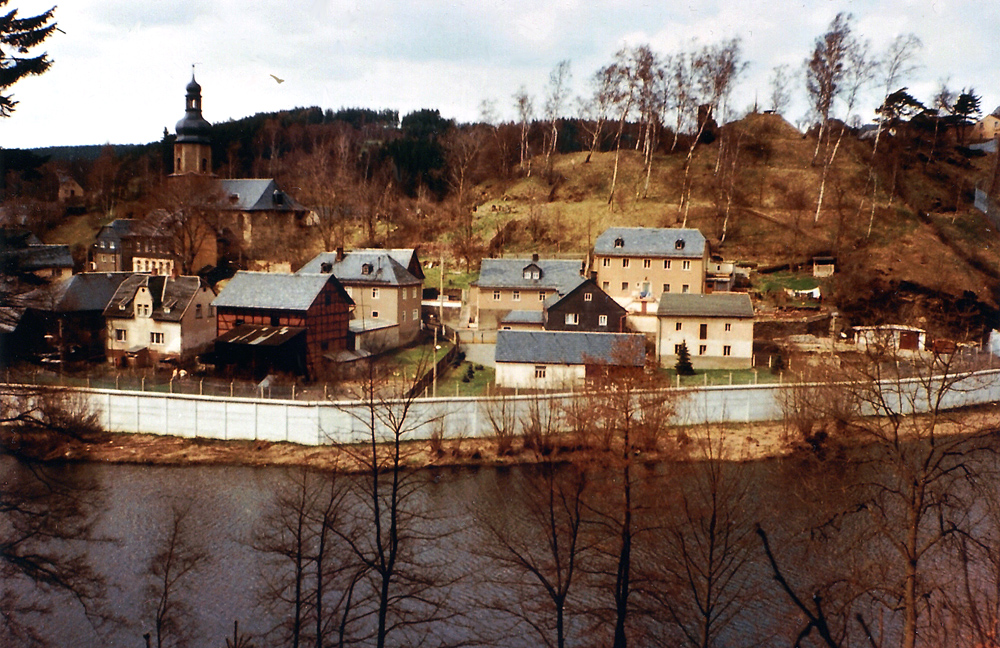
Foto von Sparnberg aus den 1980er Jahren

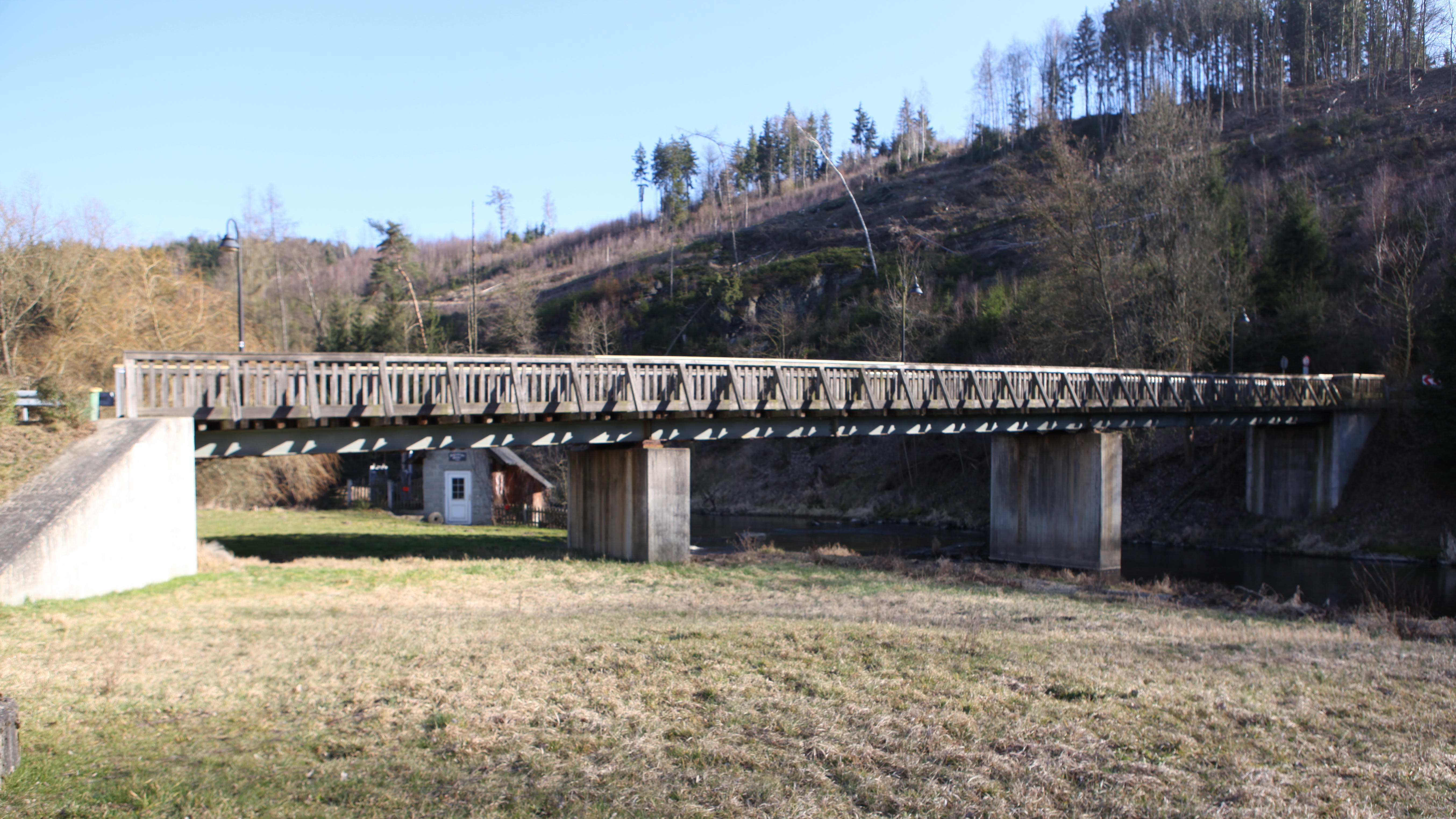
Saalebrücke 2014

Die Zeit von 1945 bis 1989 und damit der Kalte Krieg prägte Sparnberg sehr stark, denn der Ort lag unmittelbar an der neu entstandenen Zonengrenze zwischen den Machtbereichen der US-Amerikaner auf oberfränkischer und Sowjets auf Thüringer Seite.
Im Jahre 1945 erfolgte die Grenzziehung.
1989 war eines der bedeutendsten Jahre in der jüngeren Sparnberger Geschichte. Bis zur Wende war der Ort von Zäunen, Mauern und Stacheldraht umgeben. In dieser Zeit wurde noch jede Handlung der Einwohner Sparnbergs von den SED-Funktionären argwöhnisch beobachtet.
Bemerkenswert ist die Tatsache, dass die Öffnung des Schutzstreifens in Sparnberg erst im Dezember 1989 erfolgte. Bis dahin war es zwar möglich, in die Bundesrepublik Deutschland zu gelangen, aber nicht nach Sparnberg.
Im Jahre 1990 wurde ein provisorischer Steg über die Saale errichtet. Die Bauarbeiten für eine feste Brücke an der Stelle der einstigen überdachten Holzbrücke begannen im Jahre 1991. In dieser Zeit entwickelten sich auch erste Gewerbebetriebe in Sparnberg. Am 17. September 1993 wurde die neue Brücke festlich eingeweiht. Aus diesem Anlass organisierten die Sparnberger gemeinsam mit den Rudolphsteinern das erste Brückenfest. Seither ist es ein Symbol für die Einheit Deutschlands. Am 20. August 2024 wurde die Brücke wegen erheblicher baulicher Mängel dauerhaft für den Fahrzeugverkehr gesperrt. Bei einem historischen Maifest am 1. Mai 1994 erinnerten sich die Bewohner an die DDR-Zeiten, als die obligatorischen Maidemonstrationen im Ort von der westdeutschen Seite aus gefilmt wurden.
Im Jahre 1994 wurde Sparnberg nach Hirschberg eingemeindet.

### Einwohnerentwicklung
Entwicklung der Einwohnerzahl:
| - 1860: 450 - 1933: 416 - 1939: 381 - 2005: etwa 160 |

## Politik
Der Ortsbürgermeister ist Alexander Opitz.

## Kultur und Sehenswürdigkeiten
Begünstigt durch die zentrale Lage (1 km bis zur Autobahn A9) und die ruhige und landschaftlich reizvolle Umgebung sowie die Nähe zur Saale und zu Rudolphstein in Franken ergeben sich viele Möglichkeiten der Freizeitgestaltung.

### Bauwerke
Die Sparnberger Holzbrücke entstand vermutlich im 17. Jahrhundert. Auf den ersten Fotos war bereits die für die Region typische Schieferbedachung erkennbar. Die neu gebaute Brücke über die Saale wurde im Jahre 1993 eingeweiht. Nach Begutachtung durch Sachverständige wurde die „Brücke der Einheit“ am 20. August 2024 wegen erheblicher baulicher Mängel dauerhaft für den Fahrzeugverkehr gesperrt. Ein Neubau scheitert an den Zuständigkeiten und an der fehlenden Finanzierung.
Sehenswert ist die Autobahnbrücke der A 9 über die Saale aus den 1930er Jahren.

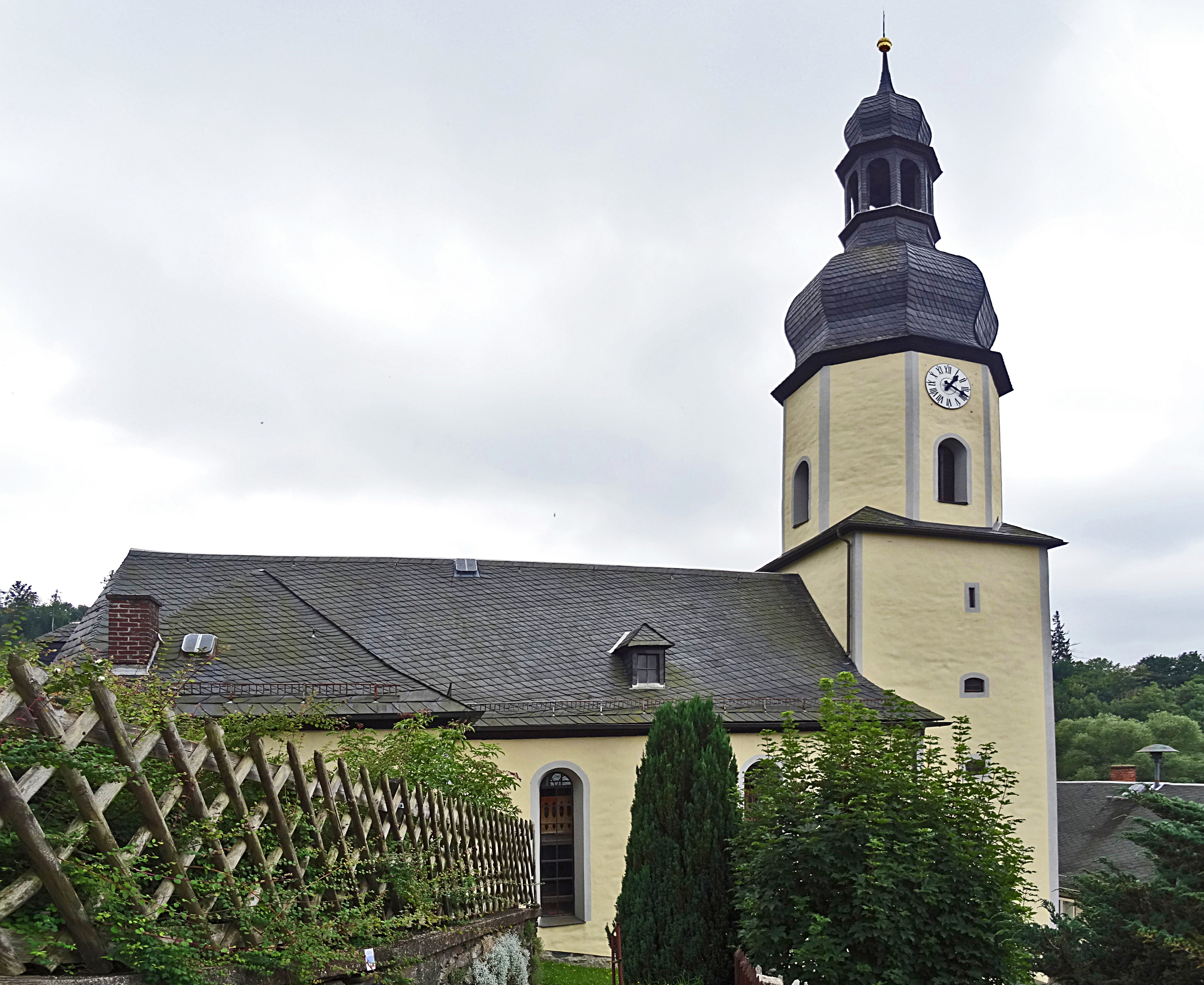
St. Simon und Judas Thaddäus

Die 1437 erbaute Kirche St. Simon und Judas Thaddäus zu Sparnberg, im Mittelalter Filiale der Urpfarrei Berg, steht am Hang einer Anhöhe im Saaletal, auf der einst eine Burg stand. Die Kirche hat einen rechteckigen Grundriss mit abgeschrägten östlichen Ecken und einen quadratischen Westturm, der im Obergeschoss in achteckiges Fachwerk übergeht. Ein neuerer Anbau ist der Rittergutsstand in zwei Etagen nördlich vom Chorraum. Die schmalen Spitzbogenfenster sind gotischen Ursprungs.
Die ehemalige Sparnberger Burg gehörte vermutlich zum limes sorabicus, den Karl der Große um 800 gegen die Einfälle der Slawen errichtete. Von ihr sind Mauerreste erhalten.

### Veranstaltungen
Von 1993 bis zum Jahre 2005 wurde in Sparnberg alljährlich das Brückenfest gefeiert.
Aktuell ruht die Vereinstätigkeit. Somit findet auch das Brückenfest nicht mehr statt.

### Vereine
- Brückenverein Sparnberg e. V.
- Freundeskreis Sparnberger Kirche e. V.

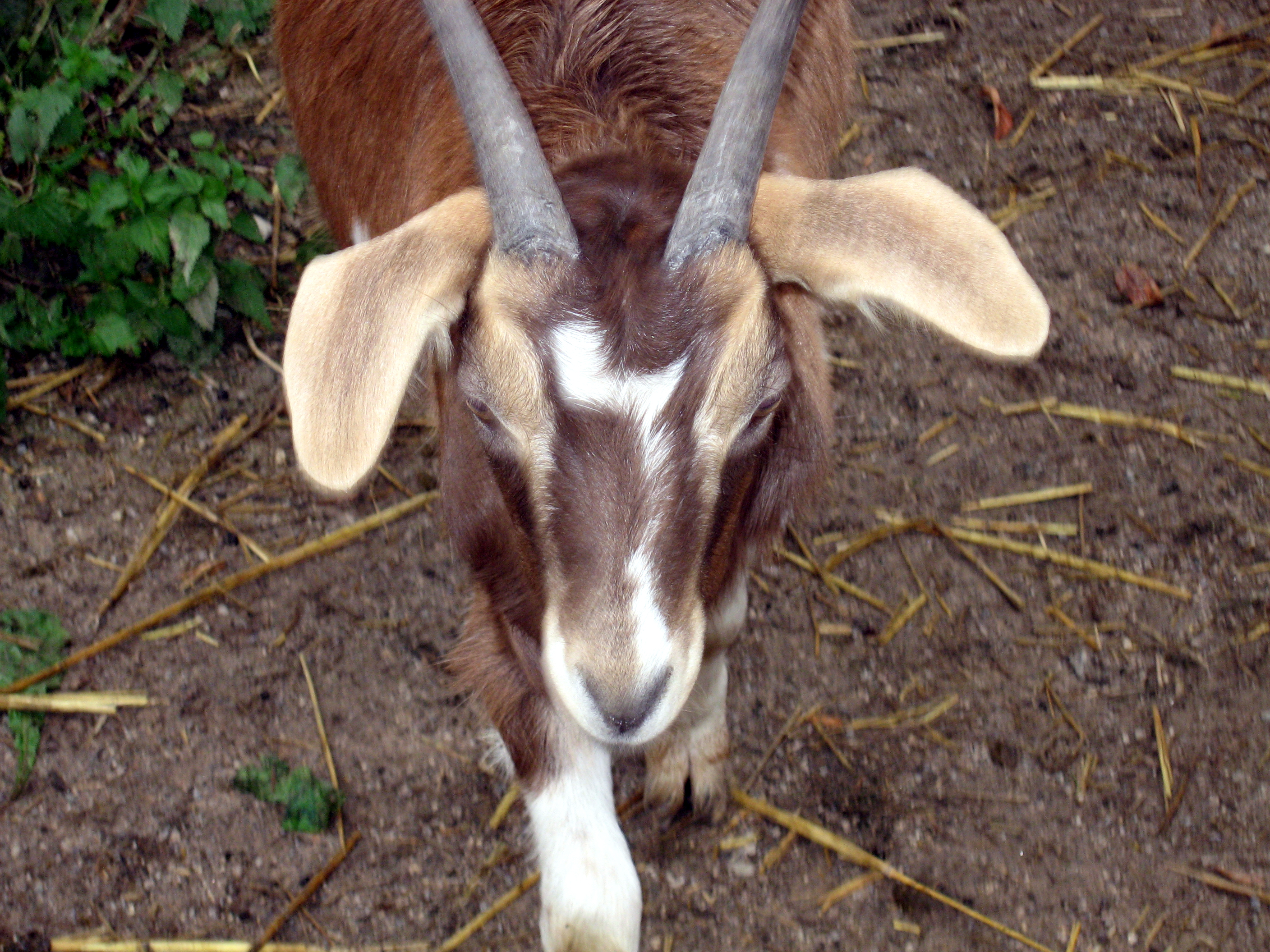
Ziege: Heimliches Wappentier der Sparnberger

- Kleintierzüchterverein Sparnberg

## Die Ziege als Wappentier
Das heimliche Wappentier der Sparnberger ist die Ziege. Diese scherzhafte Anspielung auf die Armut der Leute in früheren Zeiten war Stoff für verschiedene Erfindungen der Sparnberger, wie zum Beispiel das Ziegenlotto zum ehemaligen Brückenfest oder den Kräuterlikör Sparnberger Ziegenstriegler.